# 大分県民体育の歌
「大分県民体育の歌」（おおいたけんみんたいいくのうた）は日本の都道府県の一つ、大分県で毎年開催される大分県民体育大会のテーマ曲として1950年（昭和25年）に発表された体育歌である。作詞・當所壽人、作曲・滝本利一郎、編曲・正門研一。

## 解説
1948年（昭和23年）に開始された大分県民体育大会のテーマ曲として大分県体育協会が歌詞を公募し、1950年の第3回大会よりテーマ曲に採用された。大分県は県民歌を制定していないため1966年（昭和41年）開催の剛健国体、2008年（平成20年）開催のチャレンジ! おおいた国体とも本曲を代用曲として演奏している。
剛健国体開催前年の1965年（昭和40年）には、ビクターレコード（現在のJVCケンウッド・ビクターエンタテインメント）が大分市出身の立川澄人の歌唱を吹き込んだシングルレコードを製造した。また、チャレンジ! おおいた国体の前年に当たる2007年（平成19年）には県が本曲を含むCDを製作し、県内の学校や市役所・町村役場に無料配布した。